# Маскарон

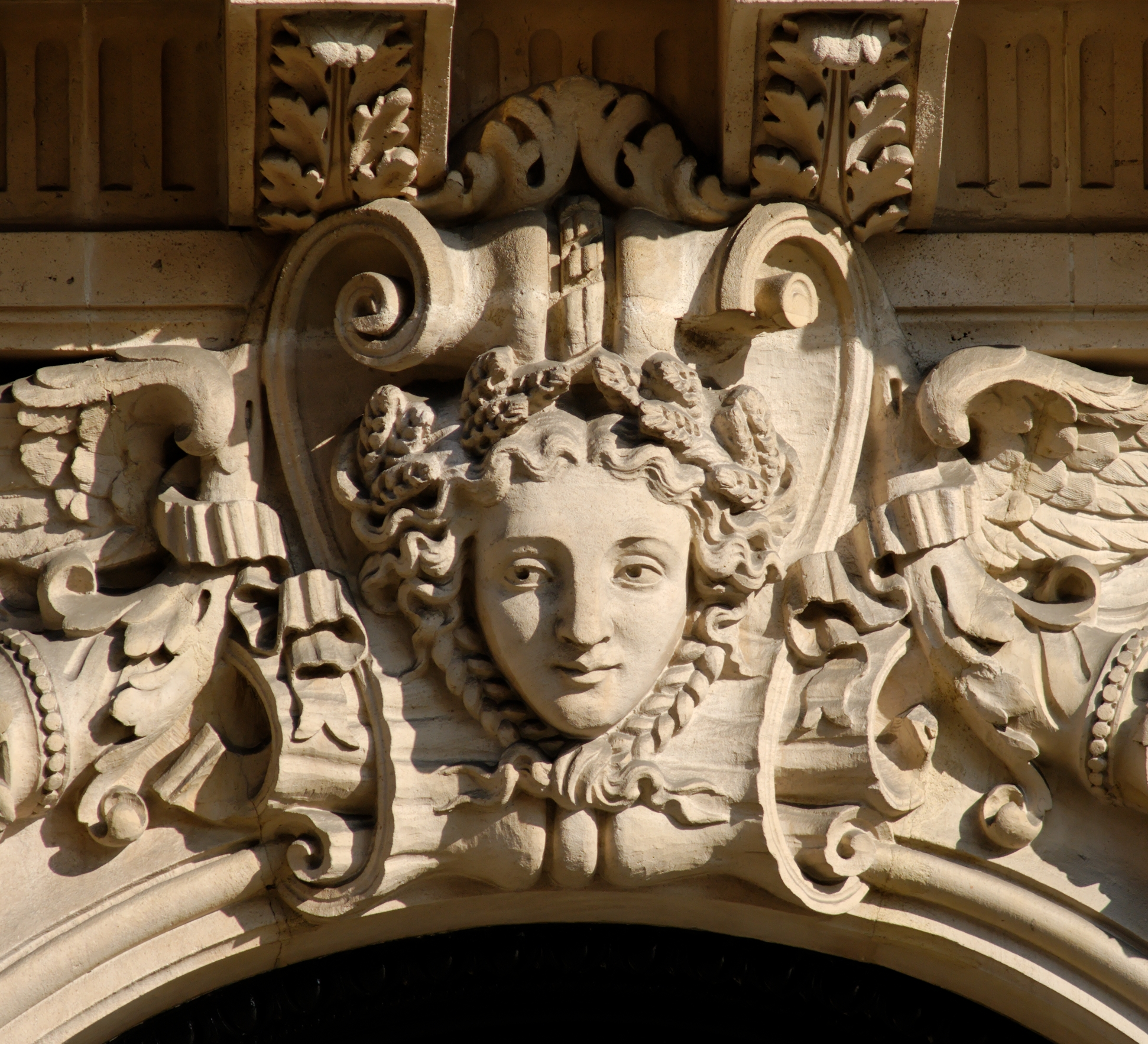
Маскарон (Париж, Франція)

Маскаро́н (або маска; фр. mascaron, італ. mascherone) — вид скульптурної прикраси (барельєф або горельєф) у формі голови людини, тварини чи фантастичної істоти.
Виконується з каменю, деревини, гіпсу, металу тощо і вміщується під антаблементами, на фасадах будинків, замкових каменях арок, фронтонах дверних і віконних прорізів, стовпах, капітелях колон, фонтанах, а також на предметах побуту — меблях, посуді тощо. Маскарони найхарактерніші для ренесансу, бароко й рококо, а також для боз-ар і ар-нуво.
Відпочатку їхньою функцією було відлякування злих духів, аби ті не потрапили до будинку. Зрештою маскарони стали суто декоративним елементом.

## Поширені види
- Купідони
- Фантастичні маски-гротески періоду бароко
- Маскарон-Нептун, що прикрашає фонтан
- Копії грецьких масок в архітектурі класицизму
- Лев'яча голова, також в архітектурі класицизму
- Жіноча голова в архітектурі модерну

## Київські маскарони

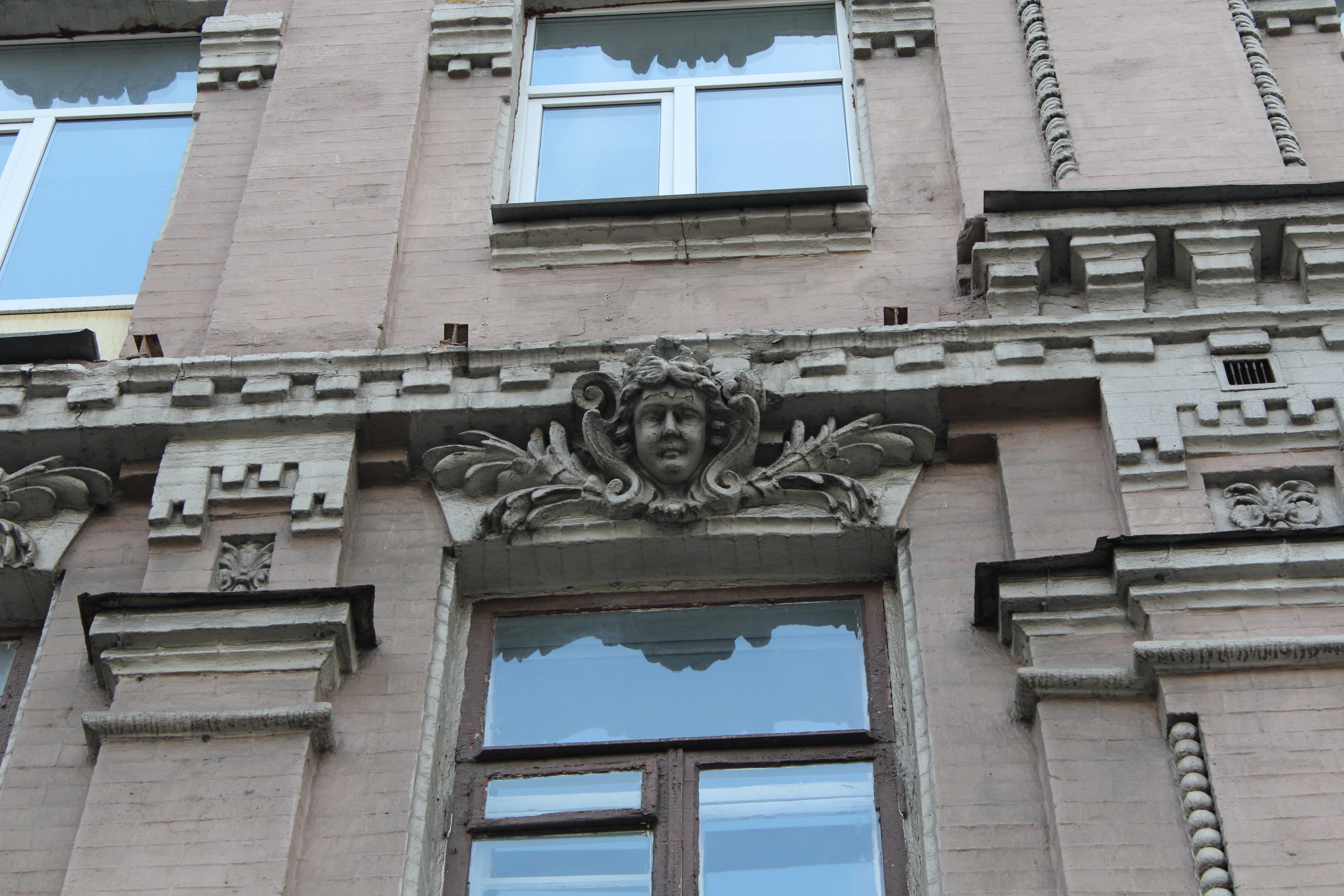
Будинок на вулиці Саксаганського 107
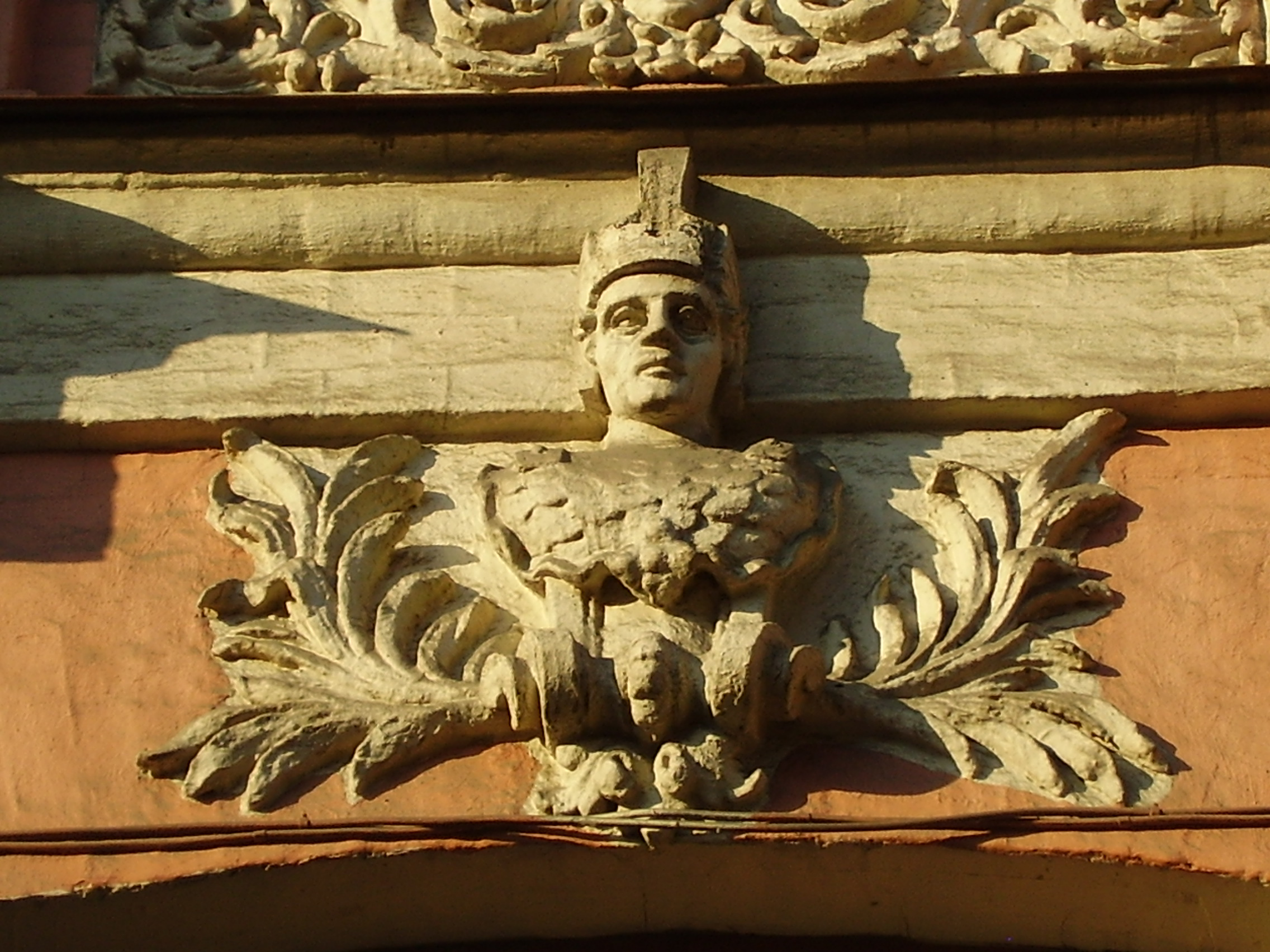
Будинок на вулиці Саксаганського 84/86
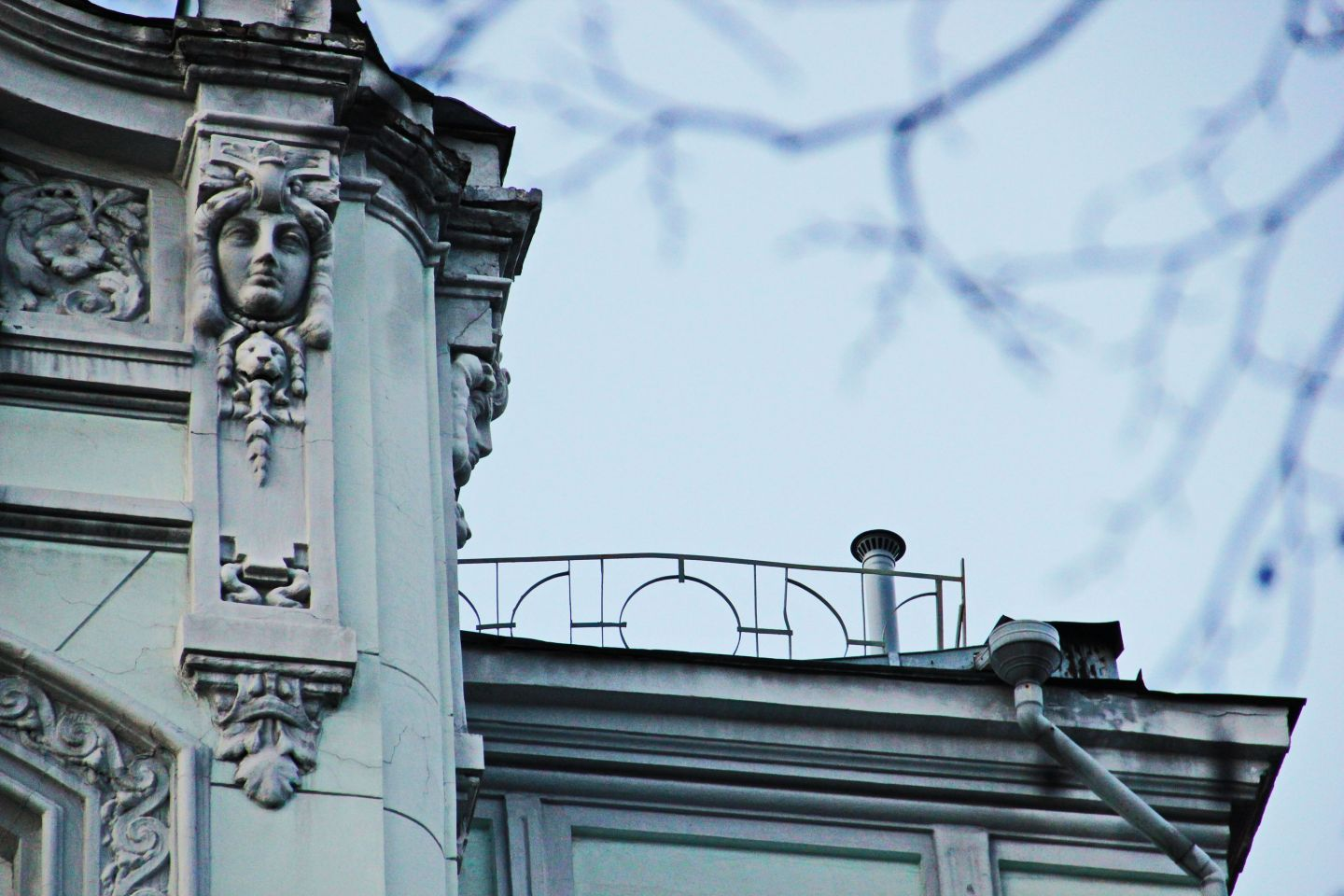
Маскарон на будівлі Київського національного академічного Молодого театру, Прорізна, 17, Київ

## Львівські маскарони

Маскарон у стилі модерн
Маскарони на фасаді Природничого музею (вул. Театральна)
Маскарони на вулиці Івана Франка
Маскарон-лев (пл. Ринок)
Гротесковий маскарон (вул. Костюшка)
Маскарон-кабан (вул. Гребінки)